# 743 هـ
743 هـ هي سنة في التقويم الهجري امتدت مقابلةً في التقويم الميلادي بين سنتي 1342 و1343.

## أحداث
- شوال - سقوط الجزيرة الخضراء من يد المغرب المريني بعد حصار طويل فرضته قوات قشتالية مدعومة بأساطيل من أراغون وجنوى خلال حروب الاسترداد، التي كانت نقطة هامة للعمليات العسكرية ولانتقال الجيوش، وأصبح ألفونسو الحادي عشر سيد بحر الزقاق بدون منازع.

## وفيات
- تاج الدين اليماني